# Choiny (województwo świętokrzyskie)
Choiny – wieś w Polsce, położona w województwie świętokrzyskim, w powiecie jędrzejowskim, w gminie Sobków. Ma status sołectwa.
W latach 1975–1998 miejscowość administracyjnie należała do województwa kieleckiego.
Wieś stanowi sołectwo, zobacz jednostki pomocnicze gminy Sobków